# 卡拉亞什尼克
49°22′18″N 39°13′37″E / 49.37167°N 39.22694°E
卡拉亞什尼克（烏克蘭語：Караяшник）是位於烏克蘭東部的村莊，由盧甘斯克州舊比利斯克區的奇米里夫卡市鎮負責管轄。該村始建於1848年，面積1.36平方公里，海拔高度161米，2001年人口283，人口密度每平方公里208.2人。